# Woodbine (Kansas)
Woodbine é uma cidade localizada no estado americano de Kansas, no Condado de Dickinson.

## Demografia
Segundo o censo americano de 2000, a sua população era de 207 habitantes.
Em 2006, foi estimada uma população de 208, um aumento de 1 (0.5%).

## Geografia
De acordo com o United States Census Bureau tem uma área de
0,4 km², dos quais 0,4 km² cobertos por terra e 0,0 km² cobertos por água. Woodbine localiza-se a aproximadamente 381 m acima do nível do mar.

## Localidades na vizinhança
O diagrama seguinte representa as localidades num raio de 20 km ao redor de Woodbine.